# Lycoreus madagascariensis
Lycoreus madagascariensis es una especie de escarabajo del género Lycoreus, familia Elateridae. Fue descrita científicamente por Gory en 1832.
Se distribuye por África Oriental: Madagascar. La especie mide aproximadamente 4 milímetros de longitud.

## Sinonimia
- Neolycoreus madagascariensis (Gory, 1832).[3]